# Monofluorure de bore
Le monofluorure de bore est un composé chimique de formule BF, composé d'un atome de bore et un atome de fluor. Il a d'abord été découvert sous sa forme de gaz instable et, en 2009, des chercheurs ont découvert qu'il peut être un ligand stable dans des complexes avec les métaux de transition, tout comme le monoxyde de carbone. Ce composé est isoélectronique avec le monoxyde de carbone et le diazote, chaque molécule ayant quatorze électrons.

## Structure
Expérimentalement, il a été mesuré que la liaison B—F est longue de 1,262 67 Å,,. La longueur théorique de cette liaison est de 1.4.

3 formes de résonance de la molécule BF

BF est un composé atypique car son moment dipolaire est inversé par rapport à celui attendu pour une liaison impliquant l'élément fluor : celui-ci possède une charge positive alors que c'est  le plus électronégatifdes éléments. Cela s'explique par la densité électronique des orbitales 2s et 2p du bore. Le transfert d'électrons π de l'atome de fluor n'est pas responsable de cette polarisation.

## Préparation
Le monofluorure de bore peut être préparé en faisant passer du trifluorure de bore gazeux sur une barre en bore à 2 000 °C. Il peut être condensé à la température de liquéfaction de l'azote liquide (−196 °C).

## Propriétés
Les deux atomes du monofluorure de bore ont une énergie de dissociation de 7,8 eV et une énergie de formation de −27.5±3 kcal/mole, ce qui correspond à 760 kJ/mol. Le premier potentiel d'ionisation vaut 11.115 eV. Le nombre d'onde correspondant à la vibration de la liaison est σ = 1765 cm−1.

## Réactions
Le monofluorure de bore peut réagir sur lui-même pour former des polymères contenant entre 10 et 14 atomes de bore et du fluor. Il réagit également avec le trifluorure de bore pour former B2F4. Ce dernier réagit alors avec BF pour former B3F5, instable au-dessus de −50 °C. Ce dernier se transforme en B8F12 qui est une huile jaune.
Le monofluorure de bore réagit avec les composés acétyléniques pour former des molécules contenant le fragment 1,4-diboracyclohexadiene. Il peut, par exemple, se condenser avec le but-2-yne pour former le 1,4-difluoro-2,3,5,6-tétraméthyl-1,4-diboracyclohexadiène. Il réagit également avec l'acétylène pour former le 1,4-difluoro-1,4-diboracyclohexadiène. 
D'autres composés insaturés réagissent également avec BF, comme le propène qui forme un mélange de composés cycliques et non-cycliques contenant les fragments BF ou BF2.
Le monofluorure de bore réagit difficilement avec C2F4 ou SiF4. Cependant, il peut réagir avec le trihydrure d'arsenic, le monoxyde de carbone, le trifluorure de phosphore, la phosphine et le trichlorure de phosphore pour former des adduits comme (BF2)3B•AsH3, (BF2)3B•CO, (BF2)3B•PF3, (BF2)3B•PH3 and (BF2)3B•PCl3.

## Ligand
Le premier complexe constitué d'un métal de transition et d'un ligand BF fut isolé en 2009 : il s'agit de (C5H5)2Ru2(CO)4(μ-BF). Le ligand BF était lié aux deux atomes de ruthénium pour former un pont.
Vidovic et Aldridge ont fait réagir NaRu(CO)2(C5H5) avec (Et2O)·BF3. Il faut noter que BF a été formé in situ plutôt quintroduit dans le milieu réactionnel.
Auparavant, en 1968, K. Kämpfer, H. Nöth, W. Petz, and G. Schmid ont prétendu que  Fe(BF)(CO)4 était formé lors de la réaction de B2F4 avec Fe(CO)5. Cependant, ce résultat n'a jamais pu être reproduit.
En faisant réagir B2F4 avec PF3 en présence de fer, une substance de formule (PF3)FeBF a été obtenue. Le hafnium, le thorium, le titane et le zirconium peuvent former également un difluorure avec un ligand BF à basse température (6K). Cela se produit lors de la réaction du métal avec du BF3.
Le monofluorure de bore est isoélectrique du monoxyde de carbone CO ; il pourrait donc réagir de manière similaire pour former des analogue des métaux carbonyles. Par des calculs théoriques, il a été prédit que BF pourrait ponter 2 ou 3 atomes de métal (μ2 et μ3). Travailler avec BF en tant que ligand est difficile à cause de l'instabilité de ce ligand.